# ارين هيوز
ارين هيوز (بالإنجليزية: Warren Hughes)‏ هو سائق سيارة سباق بريطاني، ولد في 19 يناير 1969 في نيوكاسل أبون تاين في المملكة المتحدة.

## وصلات خارجية
- ارين هيوز على موقع DriverDB.com (الإنجليزية)